# Marcel Chailley
François-Marcel Chailley (* 3. Juni 1881 in Asnières-sur-Seine; † 10. Juni 1936) war ein französischer Geiger und Musikpädagoge.

## Leben
Chailley wurde bereits im Alter von 16 Jahren, während er noch die Vorbereitungsklasse zum Conservatoire de Paris besuchte und Violinunterricht bei Henri Berthelier nahm, erster Geiger bei den Concerts Colonne. 1904 übernahm sein Freund Jacques Thibaud die Stelle und Chailley wurde zweiter Solist.
Um 1900 begann Chailly Violinunterricht zu geben. Er erlernte hierzu das Klavierspiel so weit, dass er seine Schüler begleiten konnte. 1908 trat er erstmals mit der jungen Pianistin Céliny Richez auf, die aus Lille stammte und Schülerin von Raoul Pugno war. Sie wurde seine Frau und wurde als Pianistin unter dem Namen Céliny Chailley-Richez bekannt. Gemeinsam mit ihr führte er Violinsonaten zeitgenössischer Komponisten wie César Franck, Gabriel Pierné und Guillaume Lekeu, später auch von Claude Debussy auf.
Als Kammermusiker gründete Chailley ein eigenes Streichquartett (beziehungsweise mit seiner Frau ein Klavierquintett), dem der russische Geiger Daniel Guilevitch, der Bratscher Léon Pascal und nacheinander die Cellisten Fernand Dussol, Jean Veyron, Louis Ruyssen und Diran Alexanian angehörten.
Während des Ersten Weltkrieges wurde Chailley zum Militär eingezogen, jedoch wegen chronischen Asthmas entlassen. Er unternahm mit seinem Quartett eine Reise nach Brasilien, bei der er vom französischen Botschafter Paul Claudel und dem Botschaftssekretär Darius Milhaud empfangen wurde und Konzerte gab, die mit Begeisterung aufgenommen wurden. In den 1920er Jahren war dieses Quartett das erfolgreichste französische Kammermusikensemble, das mit triumphalen Erfolgen in Frankreich, England, der Schweiz und Holland auftrat.
Ende 1925 zog sich Chailley von der Konzerttätigkeit zurück, sein Quartett wurde von Joseph Calvet fortgeführt. Von 1927 bis zu seinem Tode unterrichtete er an der von Auguste Mangeot gegründeten École normale de musique. Zu seinen zahlreichen Schülern zählten Harry Adaskin, Janine Andrade, Madeleine Barrion, André Barthelemy, Hélène Bikelas, Brigitte de Beaufond, Lola Bobesco, Germaine Borde, Gilbert Brel, Jacqueline Brilli, Dany Brunschwig, Marie-Thérèse Chailley, Jean Champeil, Giorgio Ciompi, Charles Cyroulnik, Marcelle Deriaz, Jacques Dumont, Lisette Ferlet, Robert Ferras, Jaime Figueroa, Simone Filon, Colette Frantz, Fernand Gabez, Marie.France Gaudu, Christian Gentis, Jean Gitton, Ivry Gitlis, Edwige Grabowska, Marie-Thérèse Ibos, Arved Kurtz, Henri Lewkowicz, Jean Martinon, Ghislaine Demonceau, Lily Morlange, Pierre de la Motte Rouge, Ginette Neveu, Herbert Pepper, Alban Perring, Suzanne Plazonich, Jacques Quesnel, Marguerite de Siebenthal, Francine Sorbets, Denise Soriano, Yakov Soroker, Marcel Stern, Henryk Szeryng, Madeleine Vautier, Jeanne Vignery und Vladimir Voulfmann. Sein Sohn Jacques Chailley wurde als Komponist bekannt.